# Lijst van voetbalinterlands Albanië - Bulgarije
Deze lijst van voetbalinterlands is een overzicht van alle officiële voetbalwedstrijden tussen de nationale teams van Albanië en Bulgarije. De landen hebben tot op heden twaalf keer tegen elkaar gespeeld. De eerste ontmoeting was een vriendschappelijke wedstrijd in Tirana op 9 oktober 1946. Het laatste duel, eveneens een vriendschappelijke wedstrijd, werd gespeeld op 17 oktober 2023 in Tirana.

## Wedstrijden
| №  | Plaats | Datum            | Competitie           | Wedstrijd           | Uitslag |
| -- | ------ | ---------------- | -------------------- | ------------------- | ------- |
| 1  | Tirana | 9 oktober 1946   | Vriendschappelijk    | Albanië − Bulgarije | 3 − 1   |
| 2  | Sofia  | 15 juni 1947     | Vriendschappelijk    | Bulgarije − Albanië | 2 − 0   |
| 3  | Sofia  | 17 november 1949 | Vriendschappelijk    | Bulgarije − Albanië | 0 − 0   |
| 4  | Tirana | 4 juni 1950      | Vriendschappelijk    | Albanië − Bulgarije | 2 − 1   |
| 5  | Sofia  | 19 oktober 1980  | WK 1982 kwalificatie | Bulgarije − Albanië | 2 − 1   |
| 6  | Tirana | 14 oktober 1981  | WK 1982 kwalificatie | Albanië − Bulgarije | 0 − 2   |
| 7  | Tirana | 6 september 1995 | EK 1996 kwalificatie | Albanië − Bulgarije | 1 − 1   |
| 8  | Sofia  | 7 oktober 1995   | EK 1996 kwalificatie | Bulgarije − Albanië | 3 − 0   |
| 9  | Sofia  | 30 april 2003    | Vriendschappelijk    | Bulgarije − Albanië | 2 − 0   |
| 10 | Sofia  | 28 maart 2007    | EK 2008 kwalificatie | Bulgarije − Albanië | 0 − 0   |
| 11 | Tirana | 17 oktober 2007  | EK 2008 kwalificatie | Albanië − Bulgarije | 1 − 1   |
| 12 | Tirana | 17 oktober 2023  | Vriendschappelijk    | Albanië − Bulgarije | 2 − 0   |

## Samenvatting
| Competitie        | Totaal gespeeld | Winst Albanië | Gelijk | Winst Bulgarije | Doelsaldo Albanië – Bulgarije |
| ----------------- | --------------- | ------------- | ------ | --------------- | ----------------------------- |
| WK-kwalificatie   | 2               | 0             | 0      | 2               | 1 − 4                         |
| EK-kwalificatie   | 4               | 0             | 3      | 1               | 2 − 5                         |
| Vriendschappelijk | 6               | 3             | 1      | 2               | 7 − 6                         |
| Totaal            | 12              | 3             | 4      | 5               | 10 − 15                       |

Wedstrijden bepaald door strafschoppen worden, in lijn met de FIFA, als een gelijkspel gerekend.